# Jon Olsson

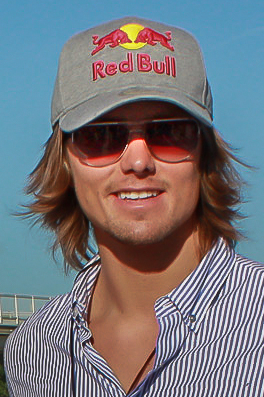
Jon Olsson (2011)

Jon Olsson (* 17. August 1982 in Mora als Jon Anders Olsson) ist ein schwedischer Freestyle-Skier und alpiner Skirennläufer. Er wiegt 84 kg bei einer Größe von 1,80 m. Der ehemalige Skirennläufer Hans Olsson ist sein Bruder.  Am 23. Juni 2018 heiratete er seine Freundin Janni Delér. Am 21. August 2022 gab er via Instagram Post die Trennung bekannt.

## Karriere
Jon Olsson gewann bisher neun Medaillen bei den Winter-X-Games, darunter eine Goldmedaille im Big Air 2008, zwei Silbermedaillen 2004 im Superpipe und 2009 im Big Air sowie sechs Bronzemedaillen. Bei den Freestyle-Skiing-Weltmeisterschaften 2005 erzielte er in der Disziplin Halfpipe den fünften Platz.
Nachdem er bis 2002 bereits an zahlreichen FIS-Rennen im alpinen Skilauf teilgenommen hatte, ist Olsson seit Dezember 2007 auch wieder regelmäßig bei alpinen Wettkämpfen am Start. Im September 2008 nahm er erstmals an Rennen im Australia New Zealand Cup teil und seit Dezember 2008 startet er im Nor-Am Cup. In dieser Rennserie gewann er in der Saison 2009/10 mit einem Sieg in Panorama und weiteren zwei Top-10-Ergebnissen die Riesenslalomwertung. Seit Dezember 2010 ist Olsson auch im Weltcup am Start, gewann bisher aber noch keine Weltcuppunkte.
Jon Olsson nahm an den Gumball 3000-Rennen teil. In den letzten Jahren besaß Olsson mehrere Supersportwagen, die er zusammen mit dem niederländischen Auto-Veredler Absolute Motors umbaute und anschließend an Privatkunden weiterverkaufte. Zu den verkauften Sportwagen gehört unter anderem ein auf 810 PS getunter Rolls-Royce Wraith und ein 800 PS starker Lamborghini Huracán. Beide Autos erregten besonders durch ihre weiß-grau-schwarz gestufte Camouflage Optik Aufsehen.
Er ist Mitgründer der Taschenfirma Douchebags. Sein Hauptsponsor ist die Ski-Firma Head.
Seit September 2007 betreibt er einen YouTube-Kanal, der mehr als 1,5 Millionen Abonnenten zählt.